# ID; Peace B (canción)
«ID; Peace B» es el sencillo debut japonés de BoA. ID; Peace B fue originalmente cantada en coreano para su álbum coreano de debut del mismo nombre.

## Significado
En una entrevista BoA explicó que ID; Peace B representa su nombre del id que es BoA.

## Vídeo musical

### Japonés
El vídeo musical comienza con BoA bailando en la oscuridad con sus bailarines de respaldo. La cámara se aleja y revela que BoA se está observando a sí misma en la TV. A lo largo del vídeo BoA cambia el canal y ve varios comerciales que se caracteriza. Al principio del coro BoA - el que se mira en TV - comienza a cantar el coro. Al final, BoA comienza a bailar y luego se desvanece a negro. Un clip de su vídeo musical coreano «Sara» se muestra cuando BoA está pasando por los canales.

### Coreano
El vídeo comienza con la vocalización de BoA, ensayando el baile de «ID; Peace B» y filmación «ID; Peace B». El vídeo muestra BoA bailando en varios lugares. Primero con sus bailarinas de respaldo en un fondo púrpura, luego por sí misma en un almacén. El vídeo remasterizado fue sacada en el canal de YouTube de SM Entertainment el 23 de noviembre del 2021.

## Lista de canciones
| N.º | Título                            | Duración |  |
| 1.  | «ID; Peace B»                     |          |  |
| 2.  | «Dreams Come True»                |          |  |
| 3.  | «ID; Peace B (Instrumental)»      |          |  |
| 4.  | «Dreams Come True (Instrumental)» |          |  |
| 5.  | «ID; Peace B (English Version)»   |          |  |

## Posicionamiento en listas
| Lista                       | Mejor posición | Ventas |
| --------------------------- | -------------- | ------ |
| Oricon Daily Singles Chart  |                |        |
| Oricon Weekly Singles Chart | 20             | 40,470 |